# Liste der Baudenkmäler in Kastelbell-Tschars
Die Liste der Baudenkmäler in Kastelbell-Tschars (italienisch Castelbello-Ciardes) enthält die 30 als Baudenkmäler ausgewiesenen Objekte auf dem Gebiet der Gemeinde Kastelbell-Tschars in Südtirol.
Basis ist das im Internet einsehbare offizielle Verzeichnis der Baudenkmäler in Südtirol. Dabei kann es sich beispielsweise um Sakralbauten, Wohnhäuser, Bauernhöfe und Adelsansitze handeln. Die Reihenfolge in dieser Liste orientiert sich an der Bezeichnung, alternativ ist sie auch nach der Adresse oder dem Datum der Unterschutzstellung sortierbar.

## Liste
| Foto |                 | Bezeichnung                                                        | Standort                                    | Eintragung                   | Beschreibung                  | Metadaten                                                  |
| ---- | --------------- | ------------------------------------------------------------------ | ------------------------------------------- | ---------------------------- | ----------------------------- | ---------------------------------------------------------- |
| ja   | Datei hochladen | Alte Pfarrkirche St. Andreas in Marein ID: 15258                   | 46° 37′ 32″ N, 10° 54′ 20″ O                | 20. Feb. 1981 (BLR-LAB 920)  | Kirche                        | KG: Kastelbell Bauparzelle: 16 Grundparzelle: 1209, 1244/1 |
| ja   | Datei hochladen | Amtshaus ID: 15274                                                 | 46° 38′ 20″ N, 10° 56′ 16″ O                | 27. Okt. 2003 (BLR-LAB 3825) | Ländliches Wohnhaus/Bauernhof | KG: Tschars Bauparzelle: 62/1                              |
| ja   | Datei hochladen | Gaßlehen ID: 15267                                                 | 46° 38′ 22″ N, 10° 56′ 20″ O                | 20. Feb. 1981 (BLR-LAB 920)  | Ländliches Wohnhaus/Bauernhof | KG: Tschars Bauparzelle: 5                                 |
| ja   | Datei hochladen | Gözen ID: 15260                                                    | 46° 37′ 47″ N, 10° 54′ 1″ O                 | 20. Feb. 1981 (BLR-LAB 920)  | Ländliches Wohnhaus/Bauernhof | KG: Kastelbell Bauparzelle: 63/1, 63/2                     |
| BW   | Datei hochladen | Großhueb ID: 15253                                                 | 46° 37′ 55″ N, 10° 54′ 54″ O                | 20. Feb. 1981 (BLR-LAB 920)  | Ländliches Wohnhaus/Bauernhof | KG: Galsaun Bauparzelle: 27/1                              |
| ja   | Datei hochladen | Hechbauer ID: 15269                                                | 46° 38′ 28″ N, 10° 56′ 29″ O                | 20. Feb. 1981 (BLR-LAB 920)  | Ländliches Wohnhaus/Bauernhof | KG: Tschars Bauparzelle: 7                                 |
| BW   | Datei hochladen | Heilig-Kreuz-Kapelle in Freiberg ID: 15250                         | 46° 36′ 46″ N, 10° 54′ 43″ O                | 20. Feb. 1981 (BLR-LAB 920)  | Kirche                        | KG: Freiberg Bauparzelle: 23                               |
| ja   | Datei hochladen | Hochgalsaun ID: 15254                                              | 46° 38′ 8″ N, 10° 54′ 44″ O                 | 20. Feb. 1981 (BLR-LAB 920)  | Burgruine                     | KG: Galsaun Grundparzelle: 507/1                           |
| ja   | Datei hochladen | Juval ID: 15256                                                    | 46° 39′ 6″ N, 10° 58′ 5″ O                  | 20. Feb. 1981 (BLR-LAB 920)  | Burg/Schloss                  | KG: Juval Bauparzelle: 46, 47, 48, 49                      |
| BW   | Datei hochladen | Kartheingut ID: 15273                                              | Großgasse 13 46° 38′ 23″ N, 10° 56′ 14″ O   | 20. Feb. 1981 (BLR-LAB 920)  | Wohnhaus                      | KG: Tschars Bauparzelle: 33                                |
| ja   | Datei hochladen | Kasten ID: 15251                                                   | 46° 38′ 4″ N, 10° 54′ 58″ O                 | 26. Juli 1999 (BLR-LAB 3202) | Ländliches Wohnhaus/Bauernhof | KG: Galsaun Bauparzelle: 3/1, 4                            |
| ja   | Datei hochladen | Kellergut ID: 15271                                                | 46° 38′ 24″ N, 10° 56′ 15″ O                | 8. Sep. 1987 (BLR-LAB 5397)  | Ländliches Wohnhaus/Bauernhof | KG: Tschars Bauparzelle: 26                                |
| ja   | Datei hochladen | Klosterhaus ID: 15268                                              | 46° 38′ 25″ N, 10° 56′ 25″ O                | 20. Feb. 1981 (BLR-LAB 920)  | Ansitz                        | KG: Tschars Bauparzelle: 6                                 |
| ja   | Datei hochladen | Mair ID: 15252                                                     | 46° 37′ 56″ N, 10° 54′ 56″ O                | 20. Feb. 1981 (BLR-LAB 920)  | Ländliches Wohnhaus/Bauernhof | KG: Galsaun Bauparzelle: 24                                |
| BW   | Datei hochladen | Marienkapelle beim Ebenhof ID: 15264                               | 46° 37′ 8″ N, 10° 56′ 59″ O                 | 12. Nov. 1990 (BLR-LAB 6877) | Kapelle                       | KG: Tomberg Bauparzelle: 133                               |
| ja   | Datei hochladen | Mesnerhaus ID: 15272                                               | 46° 38′ 23″ N, 10° 56′ 15″ O                | 20. Feb. 1981 (BLR-LAB 920)  | Ländliches Wohnhaus/Bauernhof | KG: Tschars Bauparzelle: 32                                |
| BW   | Datei hochladen | Mitterjuval ID: 15255                                              | 46° 39′ 5″ N, 10° 57′ 23″ O                 | 20. Feb. 1981 (BLR-LAB 920)  | Ländliches Wohnhaus/Bauernhof | KG: Juval Bauparzelle: 41                                  |
| BW   | Datei hochladen | Montalban ID: 15263                                                | 46° 37′ 58″ N, 10° 53′ 50″ O                | 20. Feb. 1981 (BLR-LAB 920)  | Burgruine                     | KG: Kastelbell Grundparzelle: 394/1, 395/2, 400/2          |
| BW   | Datei hochladen | Niedermair ID: 15276                                               | 46° 38′ 19″ N, 10° 56′ 16″ O                | 20. Feb. 1981 (BLR-LAB 920)  | Ländliches Wohnhaus/Bauernhof | KG: Tschars Bauparzelle: 64/1, 64/2                        |
| BW   | Datei hochladen | Oberjufal ID: 50550                                                | 46° 39′ 17″ N, 10° 56′ 46″ O                | 27. Juni 2011 (BLR-LAB 987)  | Ländliches Wohnhaus/Bauernhof | KG: Juval Bauparzelle: 35, 37, 38 Grundparzelle: 584       |
| ja   | Datei hochladen | Obermair mit Mühle ID: 15275                                       | 46° 38′ 21″ N, 10° 56′ 18″ O                | 20. Feb. 1981 (BLR-LAB 920)  | Ländliches Wohnhaus/Bauernhof | KG: Tschars Bauparzelle: 59, 63/1                          |
| ja   | Datei hochladen | Oberwirt in Kastelbell ID: 15261                                   | 46° 37′ 40″ N, 10° 53′ 56″ O                | 8. Okt. 1949 (MD)            | Ländliches Wohnhaus/Bauernhof | KG: Kastelbell Bauparzelle: 204, 68                        |
| ja   | Datei hochladen | Pfarrkirche St. Martin mit Friedhofskapelle und Friedhof ID: 15266 | 46° 38′ 23″ N, 10° 56′ 17″ O                | 20. Feb. 1981 (BLR-LAB 920)  | Kirche                        | KG: Tschars Bauparzelle: 1, 2 Grundparzelle: 1             |
| ja   | Datei hochladen | Pfarrwidum ID: 15270                                               | Klostergasse 2 46° 38′ 22″ N, 10° 56′ 20″ O | 20. Feb. 1981 (BLR-LAB 920)  |                               | KG: Tschars Bauparzelle: 18                                |
| ja   | Datei hochladen | Schloss Kastelbell ID: 15262                                       | 46° 37′ 41″ N, 10° 53′ 54″ O                | 8. Okt. 1949 (MD)            | Burg/Schloss                  | KG: Kastelbell Bauparzelle: 70, 71, 72, 73, 75, 76         |
| BW   | Datei hochladen | St. Anton in Spineid ID: 15257                                     | 46° 37′ 20″ N, 10° 54′ 45″ O                | 8. Okt. 1949 (MD)            | Kirche                        | KG: Kastelbell Bauparzelle: 9                              |
| BW   | Datei hochladen | St.-Josefs-Kapelle ID: 15265                                       | 46° 38′ 28″ N, 10° 53′ 45″ O                | 6. März 1989 (BLR-LAB 1253)  | Kapelle                       | KG: Trumsberg Grundparzelle: 568                           |
| ja   | Datei hochladen | Stiegengut in Marein ID: 15259                                     | 46° 37′ 34″ N, 10° 54′ 10″ O                | 20. Feb. 1981 (BLR-LAB 920)  | Ländliches Wohnhaus/Bauernhof | KG: Kastelbell Bauparzelle: 30                             |
| BW   | Datei hochladen | Tschantschafron ID: 15278                                          | 46° 38′ 10″ N, 10° 57′ 46″ O                | 20. Feb. 1981 (BLR-LAB 920)  | Ländliches Wohnhaus/Bauernhof | KG: Tschars Bauparzelle: 115                               |
| ja   | Datei hochladen | Valtinshueb ID: 15277                                              | 46° 38′ 19″ N, 10° 56′ 19″ O                | 20. Feb. 1981 (BLR-LAB 920)  | Ländliches Wohnhaus/Bauernhof | KG: Tschars Bauparzelle: 71                                |

Falls bei einem Baudenkmal keine Koordinaten bekannt sind, werden ersatzweise die Katasterdaten zum Zeitpunkt der Unterschutzstellung angegeben. Diese sind weder offiziell noch zwingend aktuell.
Die vom Landesdenkmalamt übernommenen Adressen können veraltet sein.
| Foto:   | Fotografie des Denkmals. Klicken des Fotos erzeugt eine vergrößerte Ansicht. Daneben finden sich zwei Symbole: |
| ID      | Identifikator beim Südtiroler Landesdenkmalamt                                                                 |
| KG      | Katastralgemeinde                                                                                              |
| MD      | Ministerialdekret                                                                                              |
| BLR-LAB | Beschluss der Landesregierung – Landesausschussbeschluss                                                       |